# جامعة بيزنطية
جامعة بيزنطية مصطلح يشير إلى مؤسسات التعليم العالي في عهد الإمبراطورية البيزنطية.

## تعريف
على الرغم من أن بعض المؤسسات الأكاديمية في الإمبراطورية البيزنطية أشير اليها تحت اسم «الجامعات» على أساس أنها مراكز للتعليم العالي، الا أنّ العالم البيزنطي، على عكس الغرب اللاتيني، لم يعرف جامعات بالمعنى الدقيق للكلمة والأصلي للمصطلح. التعليم العالي قُدّم من قبل المعلمين خاصة، المهنيين والمعلمين المعينين من الدولة، ولكن ليس من قبل شركات دائمة (باللاتينيَّة: Universitas) مثل جامعات القرون الوسطى.